# Epsom
Epsom è una cittadina di 27 065 abitanti della contea del Surrey, in Inghilterra. Si trova a 29 km a sud di Charing Cross, il punto più centrale di Londra. Dal punto di vista urbanistico fa parte dell'area metropolitana di Londra (è infatti inclusa nella London commuter belt), anche se non vi è inclusa dal punto di vista amministrativo, facendo invece parte del Surrey.
In diverse classifiche stilate dal canale televisivo britannico Channel 4 è stato considerato uno dei migliori luoghi dove vivere e abitare nel Regno Unito.
La città è famosa per l'Epsom Downs Racecourse, uno dei più importanti ippodromi del mondo., dove si disputa annualmente il Derby di Epsom. È inoltre sede dell'ospedale Epsom General Hospital, e di diversi ospedali psichiatrici che risalgono al tardo Ottocento - inizi Novecento.
Grazie alla stazione ferroviaria di Epsom, la cittadina è collegata frequentemente con le stazioni di Waterloo e Victoria nel centro di Londra, e da diversi autobus che in questo modo la connettono anche alla rete metropolitana tramite Morden.
Essendo parte integrante del borough di Epsom and Ewell, la cittadina è gemellata con Chantilly, in Francia.
La città ha dato il nome ai "sali di Epsom" o "sale inglese", costituiti da solfato di magnesio, che fu isolato per la prima volta ad Epsom.

## Altri progetti

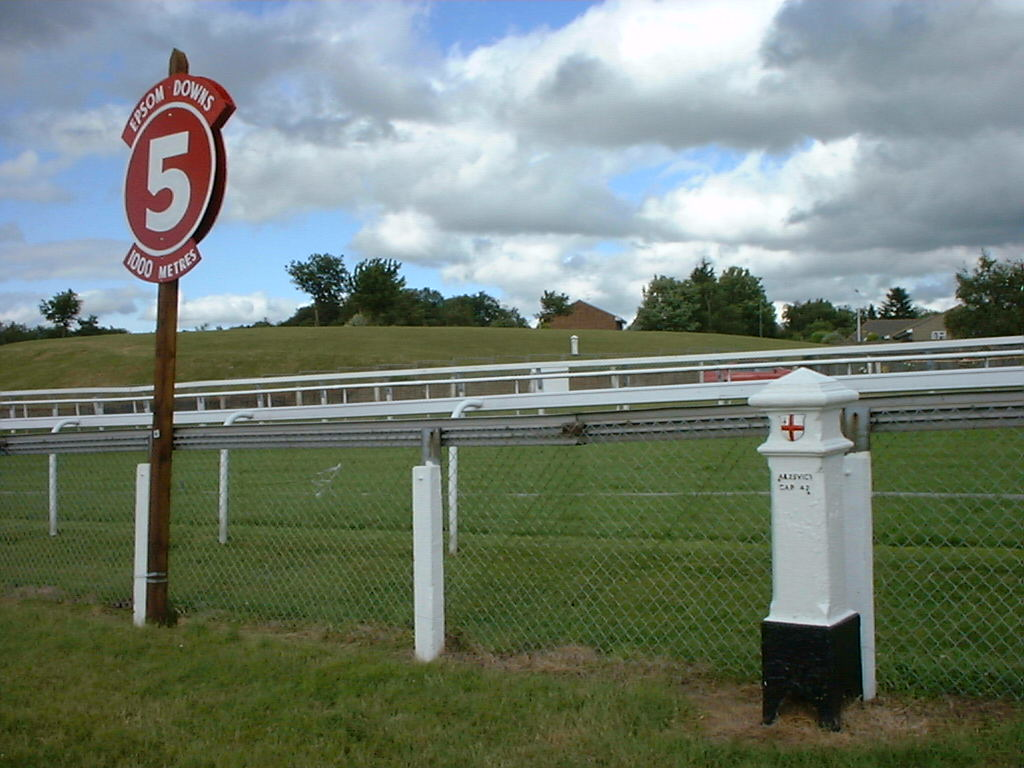
Parte dell'Epsom Downs Racecourse.